# Cameraria eppelsheimii
Cameraria eppelsheimii är en fjärilsart som först beskrevs av Frey och Boll 1878.  Cameraria eppelsheimii ingår i släktet Cameraria och familjen styltmalar. Inga underarter finns listade i Catalogue of Life.